# Aphorma lichenoides
Aphorma lichenoides är en insektsart som först beskrevs av Puton 1898.  Aphorma lichenoides ingår i släktet Aphorma och familjen rundbladloppor. Inga underarter finns listade i Catalogue of Life.